# Régis Laguesse
Régis Laguesse, né le 16 janvier 1950 à Montreuil-Juigné, est un footballeur puis entraîneur français.

## Biographie
Il joue au SCO Angers, au SC Bastia et au Stade Lavallois dans les années 1970. 
Il entraîne ensuite en Thaïlande le BEC Tero Sasana en 2007, où il est remplacé par Christophe Larrouilh. Il s'occupe par la suite de la Katumbi Académie.
En 1999 il fait partie de la première promotion du DU Manager général de club professionnel du CDES de Limoges. Il en est diplômé en 2001.